# Ballerup
Ballerup es una ciudad danesa, sede del municipio de Ballerup, en la Región Capital.

## Geografía
Ballerup está localizada en los suburbios noroccidentales de Copenhague y es parte de su área urbana.

## Ciudades hermanas
- East Kilbride,  Escocia
- Praga,  República Checa